# Caloptilia chrysolampra
Caloptilia chrysolampra är en fjärilsart som först beskrevs av Edward Meyrick 1936.  Caloptilia chrysolampra ingår i släktet Caloptilia och familjen styltmalar.
Artens utbredningsområde är Taiwan. Inga underarter finns listade i Catalogue of Life.